# Alena Kopecká
Alena Kopecká, coniugata Weiserová (Mariánské Lázně, 7 giugno 1956), è un'ex cestista cecoslovacca.

## Carriera
Con i Cecoslovacchia ha disputato tre edizioni dei Campionati europei (1978, 1980, 1981).